# 다렐 샌딘
다렐 샌딘(Darrell Sandeen, 1930년 7월 13일 ~ 2009년 1월 22일)은 미국의 배우, 연극 배우, 텔레비전 배우이다.
시카고에서 태어났으며 로스앤젤레스에서 사망하였다.

## 영화
- 빅 러브 (2006년)
- 점프 (2002년)
- 인터뷰 위드 더 어쎄신 (2002년)
- LA 컨피덴셜 (1997년)